# 외음부암
외음부암(Vulvar cancer)은 여성 생식기의 바깥 부분인 외음부에 발생하는 암이다. 가장 일반적으로 대음순에 영향을 미친다. 드물게 소음순, 음핵 또는 질샘이 영향을 받는다. 증상으로는 덩어리, 가려움증, 피부 변화 또는 외음부 출혈이 있다.
위험 요인에는 외음부 상피내 신생물(VIN), HPV 감염, 생식기 사마귀, 흡연 및 많은 성 파트너가 포함된다. 대부분의 외음부암은 편평세포암이다. 다른 유형에는 선암종, 흑색종, 육종 및 기저 세포 암종이 포함된다. 진단은 신체 검사를 기반으로 의심되며 조직 생검으로 확인된다. 정기검진은 권장하지 않는다.
예방에는 HPV 예방접종이 포함될 수 있다. 표준 치료에는 수술, 방사선 요법, 화학 요법 및 생물학적 요법이 포함될 수 있다. 외음부암은 2018년에 전 세계적으로 약 44,200명이 새로 발병하여 15,200명이 사망했다. 미국에서는 약 6,070명이 새로 발생하여 연간 1,280명이 사망했다. 일반적으로 45세 이후에 발병한다. 외음부암의 5년 생존율은 2015년 현재 약 71%이다. 그러나 결과는 림프절로 전이되었는지 여부에 따라 영향을 받는다.

## 같이 보기
- 음경암
- 질암